# Lennart Kjörling
Lennart Kjörling, född 1948 i Halmstad, är en svensk journalist och författare, 

## Filmografi
- Westman Lars, Kjörling Lennart, red (2004) (på por). Lula, vi vill ha jord!. Stockholm: FilmCentrum. Libris 11515481